# Dai Nihon Butokukai
La Gran Sociedad Japonesa de las Virtudes Marciales (大日本武徳会 Dai Nihon Butokukai?) fue una organización gubernamental japonesa establecida en 1895 en Kioto con el propósito de racionalizar, organizar, regular y promover las artes marciales, actuar como biblioteca temática y como museo de armas tradicionales.

## Historia

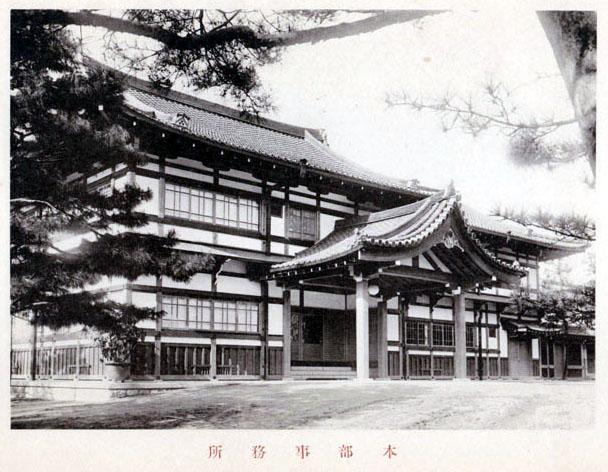
Butokuden en 1932

Sus orígenes se remontan al Emperador Kanmu que para promover las artes marciales construye el Butokuden (武道専門学校 Budō Senmon Gakkō?) localizada en las cercanías del templo Heian en Kioto en el año 794.  Luego el Butokuden se convirtió en el centro de difusión de las artes marciales japonesas. 
Bajo el control del Bakufu en el período Tokugawa hacia el año 1800, las diversas artes marciales fueron desarrolladas como medio de lograr el predominio de los clanes samurái en los cuales se desarrollaban, pero cuando Tokugawa Keiki abdicó a su poder político a favor del Emperador en la Restauración Meiji en  1867,  Japón se embarca en el desarrollo y la modernización de su sociedad. En ese tumultuoso proceso, se determina que las artes marciales deben conservarse como importante instrumento de preservación de la identidad como nación pero se entiende que se deben actualizar a la ideología de la nueva nación sustituyendo sus raíces cimentadas en el período feudal de Japón.
En 1895, la personalidad más importante en las artes marciales estaba representada por el Gobernador Watanabe de la prefectura de Kioto, quien aboga por la idea de fundar el Dai Nippon Butoku Kai en Kioto, bajo la autoridad del Ministerio de educación japonés y logra la autorización del Emperador Meiji para ello. 
Muchos renombrados practicantes de sistemas Heiho tradicionales como Kenjutsu , Jujutsu, Battōjutsu , Iaijutsu ,  Nihon Kenpō , Naginatajutsu, Aiki jujutsu , Bōjutsu , Sōjutsu y Karate se unen a la DNBK, la cual sería la primera institución oficial de Japón que regula las artes marciales.

## Objetivos iniciales del Butokukai
- Organizar el Butoku Sai (Festival de Artes Marciales) que se celebra cada año en el Butokuden de Kioto los días 29 de abril de cada año por la conmemoración del nacimiento del Emperador Showa.

- Preservar, apoyar y promover las artes marciales.

- Coleccionar y proteger armas y materiales históricos.

- Publicar un boletín.

## Desarrollo
En 1905 se inauguró la Escuela de Entrenamiento en Artes Marciales para maestros[cita requerida] la que luego se pasó a llamar Budō Senmon Gakkō o Butokuden (Colegio de Artes Marciales). La Butokukai fue la primera en aplicar el sistema de dan y un sistema de referis. 
Reguló la práctica del kendo con lo que gradualmente contribuyó a su modernización, desarrollo y difusión. Apoyó la investigación y el desarrollo de las artes marciales japonesas modernas o Gendai Budō (現代武道?), como lo son: el Judo , el Kendō , el Kyudo y el Karate . En 1930, el Registro Nacional Gubernamental de Artes Marciales enlistaba más de tres millones y medio de cinturones negros y cerca de doscientos cincuenta expertos de alto rango en las ocho mayores disciplinas. En 1946, luego del fin de la Segunda Guerra Mundial el Comandante Supremo de las Fuerzas Aliadas decreta la disolución de todas las organizaciones militares de Japón y el DNBK es clausurado.
Luego del Tratado de Paz de San Francisco de 1952, Japón recupera su soberanía y la política estadounidense deja de buscar culpables del militarismo japonés como supusieron fue el Butokukai y el Kokuryūkai para pasar a buscar entre ellos aliados frente a los desafíos de la Guerra Fría. En 1953, el Dai Nippon Butokukai es restablecido pero sin ser una organización gubernamental y con una nueva visión filosófica, según sus autoridades.

### Sección Judo

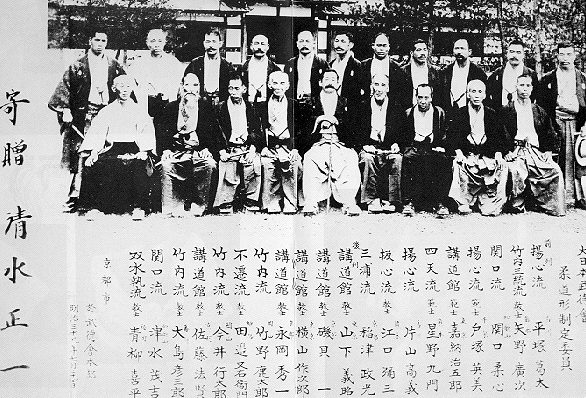
Sentados desde la izquierda: Hiratsuka Katsuta, Yano Koji, Sekiguchi Jushin, Totsuka Eibi, Jigorō Kanō, Hoshino Kumon, Katayama Takayoshi, Eguchi Yazoy Inazu Masamizu. En pie desde la izquierda: Yamashita Yoshiaki, Isogai Hajime, Yokoyama Sakujiro, Nagaoka Shuichi, Takano Shikataro, Tanabe Matauemon, Imai Kotaro, Sato Hoken, Oshima Hikosaburo, Tsumizu Mokichi y Aoyagi Kihei.

### Sección Karate-do

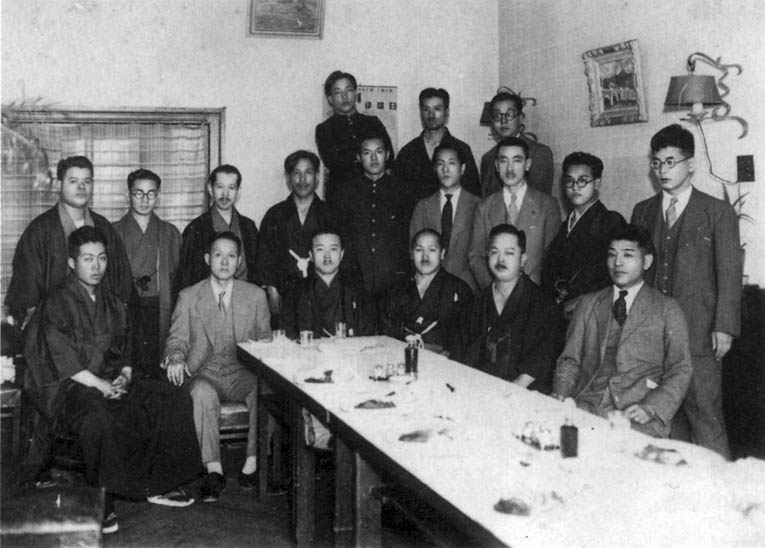
Sección Karate-do. En la primera fila de izquierda a derecha: Tatsuo Yamada (fundador del Nihon Kempō Karate), Hironori Ohtsuka (fundador del Karate Wado-ryū), Yasuhiro Konishi (fundador del Karate Shintō Jinen-ryū), Sannosuke Ueshima (fundador del Karate Kushin-ryū) y Kenwa Mabuni (fundador del Shito-ryū). En segunda fila (4º de la izquierda): Gogen Yamaguchi (fundador de la Asociación de Karate-Do Goju-Ryu Goju-Kai). En última fila desde la izquierda: Neichu So (fundador del Karate Kyōkushin).

## Secciones

### Sección Kendo

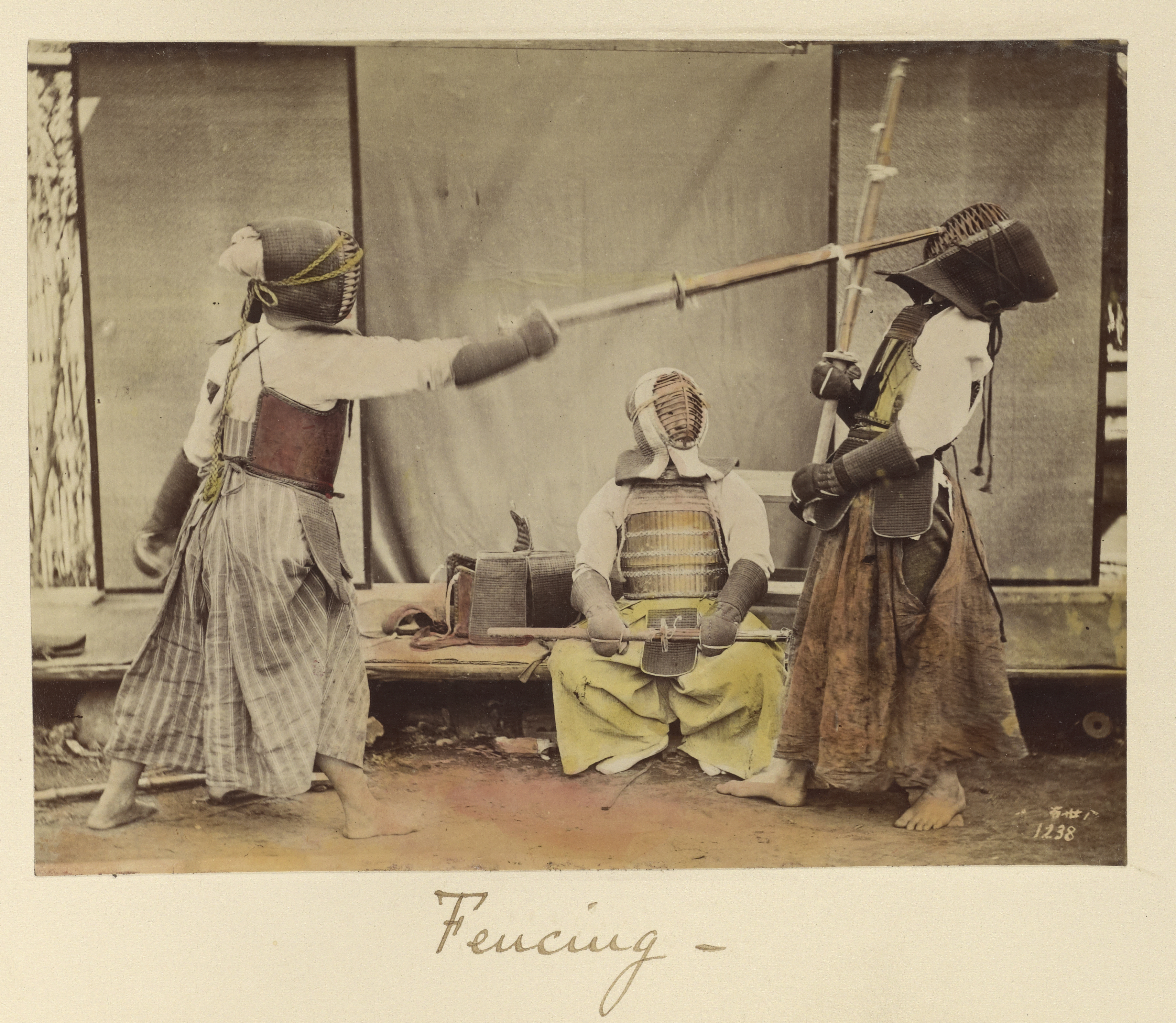
Kenjutsu-Kendo

La DNBK debía unificar las numerosas tradiciones de la esgrima tradicional o kenjutsu y sus técnicas en algo que trascendiera la tradición clásica para lograr la popularización del kendo, así que decidió desarrollar un conjunto universal de kata. En 1906 el comité presentó la culminación de sus esfuerzos en 3 kata: Yodan; cielo (天 ten?), Chudan; humano (人 jin?), y Gedan; tierra (地 chi?). Sin embargo, hubo mucha oposición a este conjunto de kata y eventualmente fueron descartadas sin llegar a tener la circulación nacional para la que fueron diseñadas. 
El asunto se volvió aún más urgente cuando fue decidido que el kenjutsu sería incluido como parte del currículo de educación física en 1911. Por lo que una vez más, se formó un comité para desarrollar un conjunto de kata que haría posible una enseñanza unificada y efectiva. Los 5 maestros de kenjutsu encargados fueron: Negishi Shingoro, Tsuji Shinpei, Naito Takaharu, Monna Tadashi, y Takeno Sasaburo y en 1912, presentaron las Kata de Kendo del Gran Imperio de Japón (大日本帝国剣道型 Dai Nihon Teikoku Kendō Kata?)[cita requerida] las cuales consistían de 7 kata de tachi-tachi y 3 kata de tachi-kodachi que contribuyeron enormemente en la difusión del kendo y brindaron los medios para enseñar un estilo unificado en las escuelas de Japón.
Luego de la finalización de la Segunda Guerra Mundial con el Butokukai disuelto por las fuerzas de ocupación y el Kendo prohibido, recién en 1952 se retoma la práctica al fundarse la "All Japan Kendo Federation" o Federación de todos los Kendo de Japón.